# Списак епизода серије Тате

Тате је српска теленовела која се приказује од 27. јануара 2020. године на телевизији Прва. 

## Преглед
| Сезона | Сезона | Епизоде | Епизоде | Оригинално емитовање | Оригинално емитовање |
| Сезона | Сезона | Епизоде | Епизоде | Премијера            | Финале               |
| ------ | ------ | ------- | ------- | -------------------- | -------------------- |
|        | 1.     | 88      | 88      | 27. јануар 2020.     | 12. јун 2020.        |
|        | 2.     | 92      | 92      | 15. септембар 2020.  | 19. фебруар 2021.    |

## Епизоде

### 1. сезона (2020)
Филип Јуричић, Андреј Шепетковски, Бранко Јанковић, Миљан Прљета, Љубинка Кларић, Јелица Сретеновић, Мики Дамјановић, Ања Алач, Маријана Мићић, Јована Јеловац Цавнић, Ташана Ђорђевић, Катарина Жутић, Соња Колачарић, Тамара Радовановић, Срђан Јовановић, Сташа Николић, Луција Вујовић, Никола Брун, Јован Пауновић, Марко Ковачевић, Гаврило Иванковић, Маша Јовичић, Лука Маркишић и Марија Јовановић су у главној постави.
| Бр. еп. (укупно) | Бр. еп. (у сезони) | Наслов       | Редитељ                                        | Сценариста     | Премијера         |
| ---------------- | ------------------ | ------------ | ---------------------------------------------- | -------------- | ----------------- |
| 1                | 1                  | Епизода 1.1  | Станко Црнобрња, Влада Алексић и Филип Чоловић | Душан Јанковић | 27. јануар 2020.  |
| 2                | 2                  | Епизода 1.2  | Станко Црнобрња, Влада Алексић и Филип Чоловић | Душан Јанковић | 28. јануар 2020.  |
| 3                | 3                  | Епизода 1.3  | Станко Црнобрња, Влада Алексић и Филип Чоловић | Душан Јанковић | 29. јануар 2020.  |
| 4                | 4                  | Епизода 1.4  | Станко Црнобрња, Влада Алексић и Филип Чоловић | Душан Јанковић | 30. јануар 2020.  |
| 5                | 5                  | Епизода 1.5  | Станко Црнобрња, Влада Алексић и Филип Чоловић | Душан Јанковић | 31. јануар 2020.  |
| 6                | 6                  | Епизода 1.6  | Станко Црнобрња, Влада Алексић и Филип Чоловић | Душан Јанковић | 3. фебруар 2020.  |
| 7                | 7                  | Епизода 1.7  | Станко Црнобрња, Влада Алексић и Филип Чоловић | Душан Јанковић | 4. фебруар 2020.  |
| 8                | 8                  | Епизода 1.8  | Станко Црнобрња, Влада Алексић и Филип Чоловић | Душан Јанковић | 5. фебруар 2020.  |
| 9                | 9                  | Епизода 1.9  | Станко Црнобрња, Влада Алексић и Филип Чоловић | Душан Јанковић | 6. фебруар 2020.  |
| 10               | 10                 | Епизода 1.10 | Станко Црнобрња, Влада Алексић и Филип Чоловић | Душан Јанковић | 7. фебруар 2020.  |
| 11               | 11                 | Епизода 1.11 | Станко Црнобрња, Влада Алексић и Филип Чоловић | Душан Јанковић | 10. фебруар 2020. |
| 12               | 12                 | Епизода 1.12 | Станко Црнобрња, Влада Алексић и Филип Чоловић | Душан Јанковић | 11. фебруар 2020. |
| 13               | 13                 | Епизода 1.13 | Станко Црнобрња, Влада Алексић и Филип Чоловић | Душан Јанковић | 12. фебруар 2020. |
| 14               | 14                 | Епизода 1.14 | Станко Црнобрња, Влада Алексић и Филип Чоловић | Душан Јанковић | 13. фебруар 2020. |
| 15               | 15                 | Епизода 1.15 | Станко Црнобрња, Влада Алексић и Филип Чоловић | Душан Јанковић | 14. фебруар 2020. |
| 16               | 16                 | Епизода 1.16 | Станко Црнобрња, Влада Алексић и Филип Чоловић | Душан Јанковић | 17. фебруар 2020. |
| 17               | 17                 | Епизода 1.17 | Станко Црнобрња, Влада Алексић и Филип Чоловић | Душан Јанковић | 18. фебруар 2020. |
| 18               | 18                 | Епизода 1.18 | Станко Црнобрња, Влада Алексић и Филип Чоловић | Душан Јанковић | 19. фебруар 2020. |
| 19               | 19                 | Епизода 1.19 | Станко Црнобрња, Влада Алексић и Филип Чоловић | Душан Јанковић | 20. фебруар 2020. |
| 20               | 20                 | Епизода 1.20 | Станко Црнобрња, Влада Алексић и Филип Чоловић | Душан Јанковић | 21. фебруар 2020. |
| 21               | 21                 | Епизода 1.21 | Станко Црнобрња, Влада Алексић и Филип Чоловић | Душан Јанковић | 24. фебруар 2020. |
| 22               | 22                 | Епизода 1.22 | Станко Црнобрња, Влада Алексић и Филип Чоловић | Душан Јанковић | 25. фебруар 2020. |
| 23               | 23                 | Епизода 1.23 | Станко Црнобрња, Влада Алексић и Филип Чоловић | Душан Јанковић | 26. фебруар 2020. |
| 24               | 24                 | Епизода 1.24 | Станко Црнобрња, Влада Алексић и Филип Чоловић | Душан Јанковић | 27. фебруар 2020. |
| 25               | 25                 | Епизода 1.25 | Станко Црнобрња, Влада Алексић и Филип Чоловић | Душан Јанковић | 28. фебруар 2020. |
| 26               | 26                 | Епизода 1.26 | Станко Црнобрња, Влада Алексић и Филип Чоловић | Душан Јанковић | 2. март 2020.     |
| 27               | 27                 | Епизода 1.27 | Станко Црнобрња, Влада Алексић и Филип Чоловић | Душан Јанковић | 3. март 2020.     |
| 28               | 28                 | Епизода 1.28 | Станко Црнобрња, Влада Алексић и Филип Чоловић | Душан Јанковић | 4. март 2020.     |
| 29               | 29                 | Епизода 1.29 | Станко Црнобрња, Влада Алексић и Филип Чоловић | Душан Јанковић | 5. март 2020.     |
| 30               | 30                 | Епизода 1.30 | Станко Црнобрња, Влада Алексић и Филип Чоловић | Душан Јанковић | 6. март 2020.     |
| 31               | 31                 | Епизода 1.31 | Станко Црнобрња, Влада Алексић и Филип Чоловић | Душан Јанковић | 9. март 2020.     |
| 32               | 32                 | Епизода 1.32 | Станко Црнобрња, Влада Алексић и Филип Чоловић | Душан Јанковић | 10. март 2020.    |
| 33               | 33                 | Епизода 1.33 | Станко Црнобрња, Влада Алексић и Филип Чоловић | Душан Јанковић | 11. март 2020.    |
| 34               | 34                 | Епизода 1.34 | Станко Црнобрња, Влада Алексић и Филип Чоловић | Душан Јанковић | 12. март 2020.    |
| 35               | 35                 | Епизода 1.35 | Станко Црнобрња, Влада Алексић и Филип Чоловић | Душан Јанковић | 13. март 2020.    |
| 36               | 36                 | Епизода 1.36 | Станко Црнобрња, Влада Алексић и Филип Чоловић | Душан Јанковић | 16. март 2020.    |
| 37               | 37                 | Епизода 1.37 | Станко Црнобрња, Влада Алексић и Филип Чоловић | Душан Јанковић | 17. март 2020.    |
| 38               | 38                 | Епизода 1.38 | Станко Црнобрња, Влада Алексић и Филип Чоловић | Душан Јанковић | 18. март 2020.    |
| 39               | 39                 | Епизода 1.39 | Станко Црнобрња, Влада Алексић и Филип Чоловић | Душан Јанковић | 19. март 2020.    |
| 40               | 40                 | Епизода 1.40 | Влада Алексић и Филип Чоловић                  | Душан Јанковић | 20. март 2020.    |
| 41               | 41                 | Епизода 1.41 | Влада Алексић и Филип Чоловић                  | Душан Јанковић | 24. март 2020.    |
| 42               | 42                 | Епизода 1.42 | Влада Алексић и Филип Чоловић                  | Душан Јанковић | 25. март 2020.    |
| 43               | 43                 | Епизода 1.43 | Влада Алексић и Филип Чоловић                  | Душан Јанковић | 26. март 2020.    |
| 44               | 44                 | Епизода 1.44 | Влада Алексић и Филип Чоловић                  | Душан Јанковић | 27. март 2020.    |
| 45               | 45                 | Епизода 1.45 | Влада Алексић и Филип Чоловић                  | Душан Јанковић | 31. март 2020.    |
| 46               | 46                 | Епизода 1.46 | Влада Алексић и Филип Чоловић                  | Душан Јанковић | 1. април 2020.    |
| 47               | 47                 | Епизода 1.47 | Влада Алексић и Филип Чоловић                  | Душан Јанковић | 2. април 2020.    |
| 48               | 48                 | Епизода 1.48 | Влада Алексић и Филип Чоловић                  | Душан Јанковић | 3. април 2020.    |
| 50               | 50                 | Епизода 1.50 | Влада Алексић и Филип Чоловић                  | Душан Јанковић | 8. април 2020.    |
| 51               | 51                 | Епизода 1.51 | Влада Алексић и Филип Чоловић                  | Душан Јанковић | 9. април 2020.    |
| 52               | 52                 | Епизода 1.52 | Влада Алексић и Филип Чоловић                  | Душан Јанковић | 10. април 2020.   |
| 53               | 53                 | Епизода 1.53 | Влада Алексић и Филип Чоловић                  | Душан Јанковић | 14. април 2020.   |
| 54               | 54                 | Епизода 1.54 | Влада Алексић и Филип Чоловић                  | Душан Јанковић | 15. април 2020.   |
| 55               | 55                 | Епизода 1.55 | Влада Алексић и Филип Чоловић                  | Душан Јанковић | 16. април 2020.   |
| 56               | 56                 | Епизода 1.56 | Влада Алексић и Филип Чоловић                  | Душан Јанковић | 17. април 2020.   |
| 57               | 57                 | Епизода 1.57 | Влада Алексић и Филип Чоловић                  | Душан Јанковић | 21. април 2020.   |
| 58               | 58                 | Епизода 1.58 | Влада Алексић и Филип Чоловић                  | Душан Јанковић | 22. април 2020.   |
| 59               | 59                 | Епизода 1.59 | Влада Алексић и Филип Чоловић                  | Душан Јанковић | 23. април 2020.   |
| 60               | 60                 | Епизода 1.60 | Влада Алексић и Филип Чоловић                  | Душан Јанковић | 23. април 2020.   |
| 61               | 61                 | Епизода 1.61 | Влада Алексић и Филип Чоловић                  | Душан Јанковић | 28. април 2020.   |
| 62               | 62                 | Епизода 1.62 | Влада Алексић и Филип Чоловић                  | Душан Јанковић | 29. април 2020.   |
| 63               | 63                 | Епизода 1.63 | Влада Алексић и Филип Чоловић                  | Душан Јанковић | 30. април 2020.   |
| 64               | 64                 | Епизода 1.64 | Влада Алексић и Филип Чоловић                  | Душан Јанковић | 1. мај 2020.      |
| 65               | 65                 | Епизода 1.65 | Влада Алексић и Филип Чоловић                  | Душан Јанковић | 5. мај 2020.      |
| 66               | 66                 | Епизода 1.66 | Влада Алексић и Филип Чоловић                  | Душан Јанковић | 6. мај 2020.      |
| 67               | 67                 | Епизода 1.67 | Влада Алексић и Филип Чоловић                  | Душан Јанковић | 7. мај 2020.      |
| 68               | 68                 | Епизода 1.68 | Влада Алексић и Филип Чоловић                  | Душан Јанковић | 8. мај 2020.      |
| 69               | 69                 | Епизода 1.69 | Влада Алексић и Филип Чоловић                  | Душан Јанковић | 12. мај 2020.     |
| 70               | 70                 | Епизода 1.70 | Влада Алексић и Филип Чоловић                  | Душан Јанковић | 13. мај 2020.     |
| 71               | 71                 | Епизода 1.71 | Влада Алексић и Филип Чоловић                  | Душан Јанковић | 14. мај 2020.     |
| 72               | 72                 | Епизода 1.72 | Влада Алексић и Филип Чоловић                  | Душан Јанковић | 15. мај 2020.     |
| 73               | 73                 | Епизода 1.73 | Влада Алексић и Филип Чоловић                  | Душан Јанковић | 19. мај 2020.     |
| 74               | 74                 | Епизода 1.74 | Влада Алексић и Филип Чоловић                  | Душан Јанковић | 20. мај 2020.     |
| 75               | 75                 | Епизода 1.75 | Влада Алексић и Филип Чоловић                  | Душан Јанковић | 21. мај 2020.     |
| 76               | 76                 | Епизода 1.76 | Влада Алексић и Филип Чоловић                  | Душан Јанковић | 22. мај 2020.     |
| 77               | 77                 | Епизода 1.77 | Влада Алексић и Филип Чоловић                  | Душан Јанковић | 26. мај 2020.     |
| 78               | 78                 | Епизода 1.78 | Влада Алексић и Филип Чоловић                  | Душан Јанковић | 27. мај 2020.     |
| 79               | 79                 | Епизода 1.79 | Влада Алексић и Филип Чоловић                  | Душан Јанковић | 28. мај 2020.     |
| 80               | 80                 | Епизода 1.80 | Влада Алексић и Филип Чоловић                  | Душан Јанковић | 29. мај 2020.     |
| 81               | 81                 | Епизода 1.81 | Влада Алексић и Филип Чоловић                  | Душан Јанковић | 2. јун 2020.      |
| 82               | 82                 | Епизода 1.82 | Влада Алексић и Филип Чоловић                  | Душан Јанковић | 3. јун 2020.      |
| 83               | 83                 | Епизода 1.83 | Влада Алексић и Филип Чоловић                  | Душан Јанковић | 4. јун 2020.      |
| 84               | 84                 | Епизода 1.84 | Влада Алексић и Филип Чоловић                  | Душан Јанковић | 5. јун 2020.      |
| 85               | 85                 | Епизода 1.85 | Влада Алексић и Филип Чоловић                  | Душан Јанковић | 9. јун 2020.      |
| 86               | 86                 | Епизода 1.86 | Влада Алексић и Филип Чоловић                  | Душан Јанковић | 10. јун 2020.     |
| 87               | 87                 | Епизода 1.87 | Влада Алексић и Филип Чоловић                  | Душан Јанковић | 11. јун 2020.     |
| 88               | 88                 | Епизода 1.88 | Влада Алексић и Филип Чоловић                  | Душан Јанковић | 12. јун 2020.     |

### 2. сезона (2020)
Милан Калинић је заменио Филипа Јуричића у улози Петра пошто је Јуричић напустио серију због преклапања снимања серије и новог пројекта у Хрватској. Нада Блам, Нела Михаиловић и Борис Пинговић су унапређени у главну поставу.
| Бр. еп. (укупно) | Бр. еп. (у сезони) | Наслов                                                                           | Редитељ                       | Сценариста     | Премијера           |
| ---------------- | ------------------ | -------------------------------------------------------------------------------- | ----------------------------- | -------------- | ------------------- |
| 89               | 1                  | Дуња оставља Тому                                                                | Влада Алексић и Милан Коњевић | Душан Јанковић | 15. септембар 2020. |
| 90               | 2                  | Миона стиже кући и шокира се кад угледа да је Симче у загрљају њеног мужа        | Влада Алексић и Милан Коњевић | Душан Јанковић | 16. септембар 2020. |
| 91               | 3                  | Миона је љубоморна на Симче                                                      | Влада Алексић и Милан Коњевић | Душан Јанковић | 17. септембар 2020. |
| 92               | 4                  | Направиш жену љубоморном и она полуди                                            | Влада Алексић и Милан Коњевић | Душан Јанковић | 18. септембар 2020. |
| 93               | 5                  | Инспектор Радић нема моралних препрека: Миона је његова!                         | Влада Алексић и Милан Коњевић | Душан Јанковић | 22. септембар 2020. |
| 94               | 6                  | Боља куварица, а и духовитија од Мионе                                           | Влада Алексић и Милан Коњевић | Душан Јанковић | 23. септембар 2020. |
| 95               | 7                  | Стварно има нешто више између Симчета и Владе                                    | Влада Алексић и Милан Коњевић | Душан Јанковић | 24. септембар 2020. |
| 96               | 8                  | Дуња остаје без текста када Тврди саопшти тасту и ташти да стиже бебац           | Влада Алексић и Милан Коњевић | Душан Јанковић | 25. септембар 2020. |
| 97               | 9                  | Нисам трудна                                                                     | Влада Алексић и Милан Коњевић | Душан Јанковић | 29. септембар 2020. |
| 98               | 10                 | Шта буљиш, може баба да ти буде                                                  | Влада Алексић и Милан Коњевић | Душан Јанковић | 30. септембар 2020. |
| 99               | 11                 | Миона, пресели се код мене                                                       | Влада Алексић и Милан Коњевић | Душан Јанковић | 1. октобар 2020.    |
| 100              | 12                 | После расправе са Петром у вези Горице, Марко доноси одлуку - напушта је         | Влада Алексић и Милан Коњевић | Душан Јанковић | 2. октобар 2020.    |
| 101              | 13                 | Марко је напустио Горицу, а Ема је главни кривац                                 | Влада Алексић и Милан Коњевић | Душан Јанковић | 6. октобар 2020.    |
| 102              | 14                 | Mиона пакује кофере и иде да живи код Здравка                                    | Влада Алексић и Милан Коњевић | Душан Јанковић | 7. октобар 2020.    |
| 103              | 15                 | Здравко топи Мионино срце                                                        | Влада Алексић и Милан Коњевић | Душан Јанковић | 8. октобар 2020.    |
| 104              | 16                 | Стиже Пеки, пијан као мајка                                                      | Влада Алексић и Милан Коњевић | Душан Јанковић | 9. октобар 2020.    |
| 105              | 17                 | Пеки хоће да живи са Мионом. Али где?                                            | Влада Алексић и Милан Коњевић | Душан Јанковић | 13. октобар 2020.   |
| 106              | 18                 | Изненађење за Миону, а још више за Пекија!                                       | Влада Алексић и Милан Коњевић | Душан Јанковић | 14. октобар 2020.   |
| 107              | 19                 | Тома упада у замку                                                               | Влада Алексић и Милан Коњевић | Душан Јанковић | 15. октобар 2020.   |
| 108              | 20                 | Тома даје изјаву полицији уз Петрову асистенцију                                 | Влада Алексић и Милан Коњевић | Душан Јанковић | 16. октобар 2020.   |
| 109              | 21                 | Тандем Тврди-Ружа наставља да "смешта" Томи                                      | Влада Алексић и Милан Коњевић | Душан Јанковић | 20. октобар 2020.   |
| 110              | 22                 | Остани Симче и пређи у мој брачни кревет                                         | Влада Алексић и Милан Коњевић | Душан Јанковић | 21. октобар 2020.   |
| 111              | 23                 | Тома је очајан, смишља како да врати Јању                                        | Влада Алексић и Милан Коњевић | Душан Јанковић | 22. октобар 2020.   |
| 112              | 24                 | Ружа трује Јању, Тома проналази правог сведока                                   | Влада Алексић и Милан Коњевић | Душан Јанковић | 23. октобар 2020.   |
| 113              | 25                 | Проблеми у рају: Миона и Здравко се свађају због Јелене                          | Влада Алексић и Милан Коњевић | Душан Јанковић | 27. октобар 2020.   |
| 114              | 26                 | Поново у татином загрљају                                                        | Влада Алексић и Милан Коњевић | Душан Јанковић | 28. октобар 2020.   |
| 115              | 27                 | Савете о љубави и сексу, Петар сада добија од Владе и Еме                        | Влада Алексић и Милан Коњевић | Душан Јанковић | 29. октобар 2020.   |
| 116              | 28                 | Марко је краљ подијума, али са другом девојком                                   | Влада Алексић и Милан Коњевић | Душан Јанковић | 30. октобар 2020.   |
| 117              | 29                 | Тврди стеже, Дуња бежи                                                           | Влада Алексић и Милан Коњевић | Душан Јанковић | 3. новембар 2020.   |
| 118              | 30                 | Трећа Маркова жена                                                               | Влада Алексић и Милан Коњевић | Душан Јанковић | 4. новембар 2020.   |
| 119              | 31                 | Због жеље да игра, Марко у ланац лажи укључује неколико људи                     | Влада Алексић и Милан Коњевић | Душан Јанковић | 5. новембар 2020.   |
| 120              | 32                 | Марко је ухваћен у лажи                                                          | Влада Алексић и Милан Коњевић | Душан Јанковић | 6. новембар 2020.   |
| 121              | 33                 | Потрага за Јањом                                                                 | Влада Алексић и Милан Коњевић | Душан Јанковић | 10. новембар 2020.  |
| 122              | 34                 | Можда је Ружа киднаповала Јању                                                   | Влада Алексић и Милан Коњевић | Душан Јанковић | 11. новембар 2020.  |
| 123              | 35                 | Песма за Ему                                                                     | Влада Алексић и Милан Коњевић | Душан Јанковић | 12. новембар 2020.  |
| 124              | 36                 | Ликвидација противника                                                           | Влада Алексић и Милан Коњевић | Душан Јанковић | 13. новембар 2020.  |
| 125              | 37                 | Тома је уверен да је Јања говорила истину: Тврди и Ружа хоће да га униште        | Влада Алексић и Милан Коњевић | Душан Јанковић | 17. новембар 2020.  |
| 126              | 38                 | Јања се враћа кући                                                               | Влада Алексић и Милан Коњевић | Душан Јанковић | 18. новембар 2020.  |
| 127              | 39                 | Готово је са Петром или није?                                                    | Влада Алексић и Милан Коњевић | Душан Јанковић | 19. новембар 2020.  |
| 128              | 40                 | Ема, ово међу нама није грешка!                                                  | Влада Алексић и Милан Коњевић | Душан Јанковић | 20. новембар 2020.  |
| 129              | 41                 | Сведочићу против Руже                                                            | Влада Алексић и Милан Коњевић | Душан Јанковић | 24. новембар 2020.  |
| 130              | 42                 | Ема не зна кога да изабере                                                       | Влада Алексић и Милан Коњевић | Душан Јанковић | 25. новембар 2020.  |
| 131              | 43                 | Песницама на Петра!                                                              | Влада Алексић и Милан Коњевић | Душан Јанковић | 26. новембар 2020.  |
| 132              | 44                 | Марш из моје куће                                                                | Влада Алексић и Милан Коњевић | Душан Јанковић | 27. новембар 2020.  |
| 133              | 45                 | Озрен је бољи у кревету него ти                                                  | Влада Алексић и Милан Коњевић | Душан Јанковић | 1. децембар 2020.   |
| 134              | 46                 | Кад мајка држи страну Тврдом, Дуња пакује кофере                                 | Влада Алексић и Милан Коњевић | Душан Јанковић | 2. децембар 2020.   |
| 135              | 47                 | Бивше девојке ме више не занимају                                                | Влада Алексић и Милан Коњевић | Душан Јанковић | 3. децембар 2020.   |
| 136              | 48                 | Тврди и Тома се сукобљавају због Дуње                                            | Влада Алексић и Милан Коњевић | Душан Јанковић | 4. децембар 2020.   |
| 137              | 49                 | Узеће Влади пола од свега што су заједно изградили                               | Влада Алексић и Милан Коњевић | Душан Јанковић | 8. децембар 2020.   |
| 138              | 50                 | Тома позива Дуњу да се пресели код њега                                          | Влада Алексић и Милан Коњевић | Душан Јанковић | 9. децембар 2020.   |
| 139              | 51                 | Дуњина мајка нема разумевања за Дуњине потезе и наставља да држи страну Тврдом   | Влада Алексић и Милан Коњевић | Душан Јанковић | 10. децембар 2020.  |
| 140              | 52                 | Дуњин окршај с мајком                                                            | Влада Алексић и Милан Коњевић | Душан Јанковић | 11. децембар 2020.  |
| 141              | 53                 | Ема је савршена, али због њеног ноћног тестерисања Петар не зна шта ће           | Влада Алексић и Милан Коњевић | Душан Јанковић | 15. децембар 2020.  |
| 142              | 54                 | Дуња чека Томин потез                                                            | Влада Алексић и Милан Коњевић | Душан Јанковић | 16. децембар 2020.  |
| 143              | 55                 | Више нема околишања                                                              | Влада Алексић и Милан Коњевић | Душан Јанковић | 17. децембар 2020.  |
| 144              | 56                 | Раскидам                                                                         | Влада Алексић и Милан Коњевић | Душан Јанковић | 18. децембар 2020.  |
| 145              | 57                 | То што је Дуња раскинула, ништа не значи                                         | Влада Алексић и Милан Коњевић | Душан Јанковић | 22. децембар 2020.  |
| 146              | 58                 | Јања проводаџише и спаја Дуњу и Тому                                             | Влада Алексић и Милан Коњевић | Душан Јанковић | 23. децембар 2020.  |
| 147              | 59                 | Шта ће рећи комшије                                                              | Влада Алексић и Милан Коњевић | Душан Јанковић | 24. децембар 2020.  |
| 148              | 60                 | Тврди стихоклепац                                                                | Влада Алексић и Милан Коњевић | Душан Јанковић | 25. децембар 2020.  |
| 149              | 61                 | Влада покреће бракоразводну парницу                                              | Влада Алексић и Милан Коњевић | Душан Јанковић | 29. децембар 2020.  |
| 150              | 62                 | Кад Велиборка кињи прија Ружу                                                    | Влада Алексић и Милан Коњевић | Душан Јанковић | 30. децембар 2020.  |
| 151              | 63                 | Влада жели да још једном покуша с Мионом                                         | Влада Алексић и Милан Коњевић | Душан Јанковић | 1. јануар 2021.     |
| 152              | 64                 | Да ли желиш до краја живота да хрчеш само за мене?                               | Влада Алексић и Милан Коњевић | Душан Јанковић | 5. јануар 2021.     |
| 153              | 65                 | Враћа се Болетова мама                                                           | Влада Алексић и Милан Коњевић | Душан Јанковић | 6. јануар 2021.     |
| 154              | 66                 | Мајко, била сам са Томом                                                         | Влада Алексић и Милан Коњевић | Душан Јанковић | 7. јануар 2021.     |
| 155              | 67                 | Веза између Пекија и Јелене љути Миону.                                          | Влада Алексић и Милан Коњевић | Душан Јанковић | 8. јануар 2021.     |
| 156              | 68                 | Тома има нову обожаватељку                                                       | Влада Алексић и Милан Коњевић | Душан Јанковић | 12. јануар 2021.    |
| 157              | 69                 | Варнице између Тијане и Еме                                                      | Влада Алексић и Милан Коњевић | Душан Јанковић | 13. јануар 2021.    |
| 158              | 70                 | Здравко узвраћа посету Влади и стиже у пицерију                                  | Влада Алексић и Милан Коњевић | Душан Јанковић | 14. јануар 2021.    |
| 159              | 71                 | Уме Ема да одбруси: "Прво среди кућу"                                            | Влада Алексић и Милан Коњевић | Душан Јанковић | 15. јануар 2021.    |
| 160              | 72                 | Шта то смера Тијана                                                              | Влада Алексић и Милан Коњевић | Душан Јанковић | 19. јануар 2021.    |
| 161              | 73                 | Нека Тијана иде у полицију, није ово крими серија                                | Влада Алексић и Милан Коњевић | Душан Јанковић | 20. јануар 2021.    |
| 162              | 74                 | Симче решава ствар у 2 корака                                                    | Влада Алексић и Милан Коњевић | Душан Јанковић | 21. јануар 2021.    |
| 163              | 75                 | Брига о животињама зближава Тому и Марију                                        | Влада Алексић и Милан Коњевић | Душан Јанковић | 22. јануар 2021.    |
| 164              | 76                 | Ема напушта Петра                                                                | Влада Алексић и Милан Коњевић | Душан Јанковић | 26. јануар 2021.    |
| 165              | 77                 | Караоке вече                                                                     | Влада Алексић и Милан Коњевић | Душан Јанковић | 27. јануар 2021.    |
| 166              | 78                 | Шта сад, дан после страсне ноћи                                                  | Влада Алексић и Милан Коњевић | Душан Јанковић | 28. јануар 2021.    |
| 167              | 79                 | Ема сазнаје од кога бежи Тијана                                                  | Влада Алексић и Милан Коњевић | Душан Јанковић | 29. јануар 2021.    |
| 168              | 80                 | Дуња врати се, повредио сам се                                                   | Влада Алексић и Милан Коњевић | Душан Јанковић | 2. фебруар 2021.    |
| 169              | 81                 | Дуња има осећај кривице због Тврдог                                              | Влада Алексић и Милан Коњевић | Душан Јанковић | 3. фебруар 2021.    |
| 170              | 82                 | Боле је отет                                                                     | Влада Алексић и Милан Коњевић | Душан Јанковић | 4. фебруар 2021.    |
| 171              | 83                 | Како вратити Болета                                                              | Влада Алексић и Милан Коњевић | Душан Јанковић | 5. фебруар 2021.    |
| 172              | 84                 | Горице, мама и тата су поново заједно                                            | Влада Алексић и Милан Коњевић | Душан Јанковић | 9. фебруар 2021.    |
| 173              | 85                 | Боле је престрашен                                                               | Влада Алексић и Милан Коњевић | Душан Јанковић | 10. фебруар 2021.   |
| 174              | 86                 | Роман жели да врати напаст кући, али нико не очекује да ће се умешати и полиција | Влада Алексић и Милан Коњевић | Душан Јанковић | 11. фебруар 2021.   |
| 175              | 87                 | Радић све разоткрива                                                             | Влада Алексић и Милан Коњевић | Душан Јанковић | 12. фебруар 2021.   |
| 176              | 88                 | Драга, све ћемо да надокнадимо у нашем брачном кревету                           | Влада Алексић и Милан Коњевић | Душан Јанковић | 16. фебруар 2021.   |
| 177              | 89                 | Љубави, није то што мислиш                                                       | Влада Алексић и Милан Коњевић | Душан Јанковић | 17. фебруар 2021.   |
| 178              | 90                 | Прекасно је за Дуњине изјаве љубави                                              | Влада Алексић и Милан Коњевић | Душан Јанковић | 18. фебруар 2021.   |
| 179              | 91                 | Влада и Миона поново заједно!                                                    | Влада Алексић и Милан Коњевић | Душан Јанковић | 19. фебруар 2021.   |
| 180              | 92                 | Ивин осамнаести рођендан                                                         | Влада Алексић и Милан Коњевић | Душан Јанковић | 19. фебруар 2021.   |